# Рыжий вари
Рыжий вари (лат. Varecia rubra) — млекопитающее из рода лемуров вари. Наиболее близкий вид — лемур вари (Varecia variegata), ранее оба вида считались подвидами одного вида.

## Описание
Это один из крупнейших лемуров Мадагаскара. Туловище покрыто густой рыжей шерстью, хвост, кончики лап и голова — чёрные. Длина тела около 50 см, хвоста — до 60 см, масса — 3—4 кг. Самки немного крупнее самцов, но половой диморфизм слабо выражен.

## Ареал и места обитания
Ареал — влажные тропические леса национального парка «Масуала» на северо-востоке Мадагаскара. Больше нигде вид не встречается. Обитает вид до высоты 1006 м. Площадь территории обитания — около 4 тыс. км², охранный статус — находящийся на грани исчезновения (CR). Живут лемуры на деревьях на высоте 10—20 м над землёй. Лемуры обитают группами до 15 особей, редко — около 30, образ жизни — дневной.

## Биология

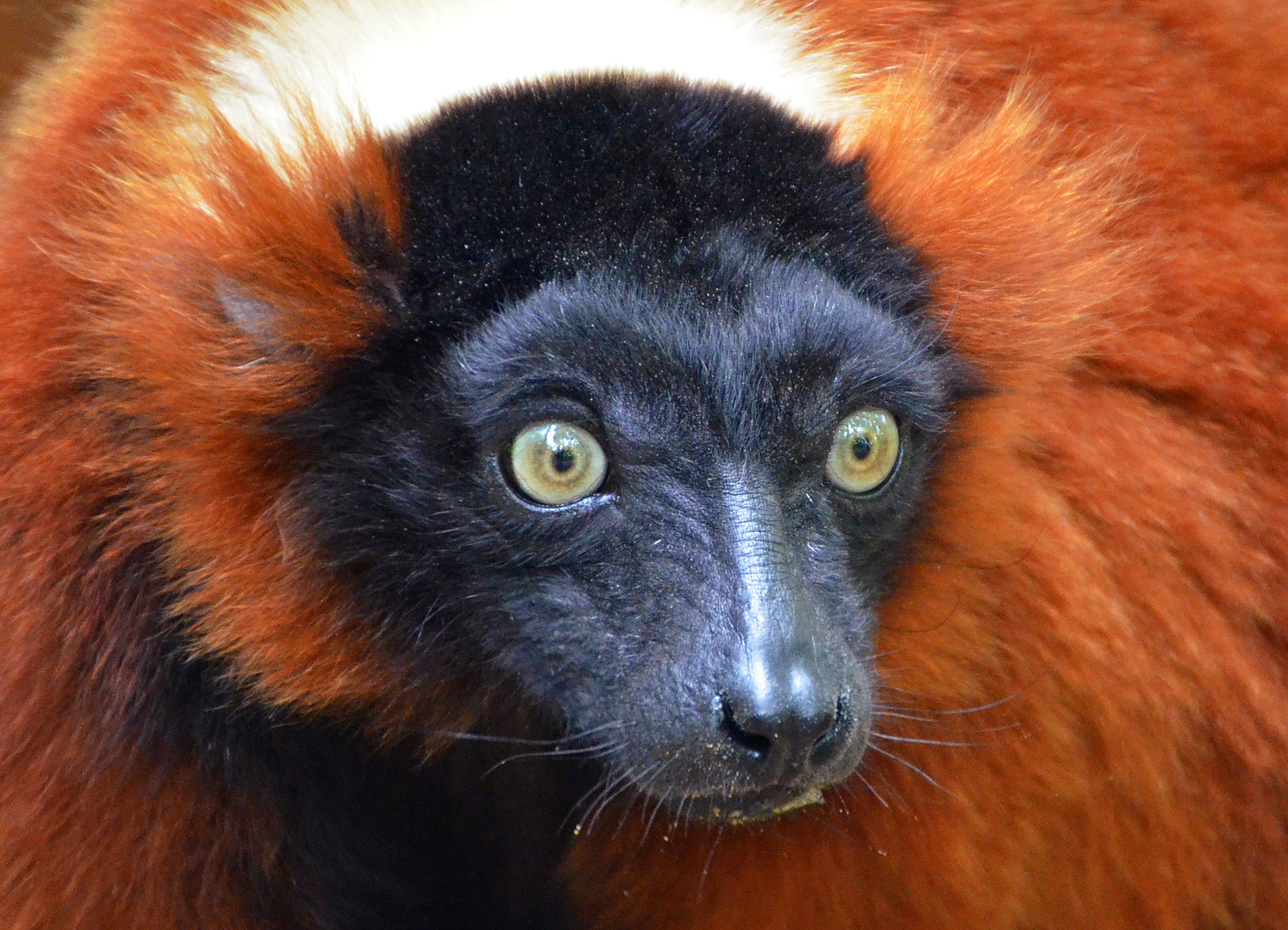

Основа питания — фрукты, но в рацион входят также листья и молодые побеги.
Спаривание происходит обычно в конце сухого сезона (с мая по июль), беременность длится около 100 дней, рождается 2—3 детёныша, реже — 5—6. Вскармливание — до 4 месяцев. Живут лемуры 15—20 лет, в неволе — до 25 лет, редко около 30.